# .tn
.tn (Tunísia) é o código TLD (ccTLD) na Internet para a Tunísia.